# 10640 Varunkumar
10640 Varunkumar este o planetă minoră (asteroid), cu un diametru de 3,969 km, din centura de asteroizi. A fost descoperită pe 25 noiembrie 1998 la Experimental Test Site⁠(d) de Lincoln Near-Earth Asteroid Research. 
Obiectul prezintă o orbită caracterizată de o semiaxă mare de 2,2235688 UAi, o excentricitate de 0,15, o înclinație de 3,62849 ° în raport cu ecliptica.